# Basilosauridae
A Basilosauridae az emlősök (Mammalia) osztályának párosujjú patások (Artiodactyla) rendjébe, ezen belül a cetek (Cetacea) alrendágába tartozó fosszilis család.

## Tudnivalók
A Basilosauridae család, az ősceteknek az az ága, amely már teljesen alkalmazkodott a víziéletmódhoz; bár a Basilosauridae-k parafiletikus csoportot alkotnak, vagyis a csoport tagjai visszavezethetők egy közös ősre, viszont a csoport maga nem tartalmazza annak a bizonyos legközelebbi közös ősnek az összes leszármazottját. Minden óceánt és tengert meghódítottak, maradványaikat szerte a világon megtalálták. Fajtól függően 4-16 méter hosszúak voltak, habár a mai cetcsoportokkal állnak rokonságban, megjelenésben inkább a moszaszaurusz-félékre (Mosasauridae) hasonlítanak; talán emiatt az első felfedezett kövületeket, eme őshüllő csoportnak tulajdonították - minden hasonlóság valójában a konvergens evolúciónak a műve.

## Rendszerezés
A családba az alábbi 2 alcsalád és 15 nem tartozik:
- Basilosaurinae Miller, 1923
  - Basilosaurus Harlan, 1834 - típusnem
  - Basiloterus Gingerich et al., 1997
  - Basilotritus Gol'din & Zvonok, 2013
  - Eocetus Fraas, 1904
  - Platyosphys Kellogg, 1936
- Dorudontinae - egyes rendszerező szerint érvénytelen taxon, és a családba nem kéne legyenek alcsaládok[5]
  - Ancalecetus Gingerich & Uhen, 1996
  - Chrysocetus Uhen & Gingerich, 2001
  - Cynthiacetus Uhen, 2005
  - Dorudon Gibbes, 1845
  - Masracetus Gingerich, 2007
  - Ocucajea Uhen et al., 2011
  - Saghacetus Gingerich, 1992
  - Stromerius Gingerich, 2007
  - Supayacetus Uhen et al., 2011
  - Zygorhiza True, 1908

## Fordítás
- Ez a szócikk részben vagy egészben  a   Basilosauridae című angol Wikipédia-szócikk ezen változatának fordításán alapul.  Az eredeti cikk szerkesztőit annak laptörténete sorolja fel. Ez a jelzés csupán a megfogalmazás eredetét és a szerzői jogokat jelzi, nem szolgál a cikkben szereplő információk forrásmegjelöléseként.
- Ez a szócikk részben vagy egészben  a   List_of_extinct_cetaceans#Suborder_Archaeoceti című angol Wikipédia-szócikk ezen változatának fordításán alapul.  Az eredeti cikk szerkesztőit annak laptörténete sorolja fel. Ez a jelzés csupán a megfogalmazás eredetét és a szerzői jogokat jelzi, nem szolgál a cikkben szereplő információk forrásmegjelöléseként.